# Cautano
Cautano község (comune) Olaszország Campania régiójában, Benevento megyében.

## Fekvése
A megye központi részén fekszik, 75 km-re északkeletre Nápolytól, 13 km-re nyugatra a megyeszékhelytől. Határai: Campoli del Monte Taburno, Foglianise, Frasso Telesino, Tocco Caudio és Vitulano. A Taburno és Camposauro hegycsúcsok közötti völgyben fekszik (mindkettő a Campaniai-Appenninek része).

## Története
A mai község területén a középkorban több kisebb falucska létezett. Ezek a 19. század elején nyerték el önállóságukat, amikor a Nápolyi Királyságban felszámolták a feudalizmust. 1851-ig Cacciano volt a községközpont és Avellino megyéhez tartozott. Csak 1861-ben került át Benevento megyéhez.

## Népessége
A népesség számának alakulása:

## Főbb látnivalói
- Sant’Andrea Apostolo-templom
- San Rocco-templom
- Palazzo Izzo
- Palazzo Procaccini